# Glicerolo-1-fosfato deidrogenasi (NAD(P)+)
La glicerolo-1-fosfato deidrogenasi (NAD(P)+) è un enzima appartenente alla classe delle ossidoreduttasi, che catalizza la seguente reazione:
sn-glicerolo-1-fosfato + NAD(P)+ ⇄ glicerone fosfato + NAD(P)H + H+
L'enzima è responsabile della formazione del glicerofosfato tipico degli Archaea, stereospecificamente differente da quello generato dalla glicerolo-3-fosfato deidrogenasi (NAD(P)+).